# Run the Tide - Inseguendo un sogno
Run the Tide - Inseguendo un sogno (Run the Tide) è un film del 2016 diretto da Soham Mehta e con protagonista Taylor Lautner. Nel cast figurano inoltre Nico Christou, Kenny Johnson, Constance Zimmer e Johanna Braddy.

## Trama
Con l'approsimarsi dell'uscita dal carcere della madre Lola, Rey è deciso ad impedire in qualunque modo e a qualunque costo che quest'ultima (un'ex-tossicodipendente) torni ad occuparsi del fratellino Oliver. Per anticipare l'evento, Rey escogita così una fuga in auto lungo le strade della California portandosi con sé Oliver, che è all'oscuro delle vere intenzioni del fratello. Le vicende metteranno anche in crisi il rapporto di Rey con la sua ragazza, Michelle.

## Distribuzione
La pellicola è stata distribuita nelle sale cinematografiche statunitensi a partire dal 2 dicembre 2016.

### Edizione italiana
L'edizione italiana di Run the Tide - Inseguendo un sogno è stata curata dalla Videodelta di Torino; il doppiaggio è stato diretto da Elena Canone, assistita da Valeria Lombardi, su dialoghi di Rita Pasci.

## Premi e nomination
- 2017: Grand Jury Prize a Rajiv Shah e Shoham Mehta al VC FilmFest - Los Angeles Asian Pacific Film Festival
- 2017: Nomination a Taylor Lautner come miglior attore in un film drammatico al Teen Choice Awards